# 武衛市郎左衛門
武衛 市郎左衛門（ぶえ いちろうざえもん、生年不詳 - 1696年3月19日（元禄9年2月16日））は、江戸時代前期の砲術家である。名は義樹。

## 経歴・人物
但馬の竹野（現在の兵庫県豊岡市）の出身。若くして鳥居正教の門人となり、三木茂太夫が創始した三木流等多くの砲術を学んだ。後に当時遠江の浜松藩主であった太田資次に仕え、島原の乱の時に使用した松平信綱の砲術を工夫した。
これにより、信綱に仕えた松永里之助から学んだ中川流の短筒や、増島清定から学んだ縄術を融合させた大筒や火術の特色を持った「武衛流」と呼ばれる新しい砲術を創始した。なお、この砲術は後に一流を生み出し、実子で豊後の岡藩に仕えた武衛茂兵衛義純がその流を継いだ。